# Junge Welt-Pokal 1985
Der Junge Welt-Pokal 1985 war die 37. Auflage des höchsten Fußball-Pokalwettbewerbs der Altersklasse 17/18 auf dem Gebiet der DDR, der vom DFV durchgeführt wurde. Er begann am 24. April 1985 mit der 1. Hauptrunde und endete am 9. Juni 1985 mit dem Sieg der SG Dynamo Dresden (Pokalsieger 1976), die in der Neuauflage des vorjährigen Pokalfinales gegen den Pokalverteidiger 1. FC Magdeburg gewann. Damit machte Dresden das Double aus Meisterschaft und Pokalsieg perfekt.

## Teilnehmende Mannschaften
Am Junge Welt-Pokal der Junioren für die Altersklasse (AK) 17/18 nahmen die Pokalsieger der 15 Bezirke auf dem Gebiet der DDR und die 14 Mannschaften der Juniorenoberliga inklusive des Titelverteidigers teil. Spielberechtigt waren Spieler bis zum 18. Lebensjahr (Stichtag: 1. Juni 1966).
Für den Junge Welt-Pokal qualifizierten sich neben den Mannschaften der Juniorenoberliga, folgende fünfzehn Bezirkspokalsieger bzw. dessen Vertreter:
| Juniorenoberliga 1984/85 | Bezirkspokalvertreter | Bezirkspokalvertreter | Bezirkspokalvertreter |
| --- | --- | --- | --- |
| - FC Vorwärts Frankfurt/O. - SG Dynamo Dresden - FC Karl-Marx-Stadt - 1. FC Lokomotive Leipzig - FC Carl Zeiss Jena - F.C. Hansa Rostock - 1. FC Magdeburg (TV) - Berliner FC Dynamo - FC Rot-Weiß Erfurt - BSG Stahl Riesa - BSG Wismut Aue - BSG Chemie Leipzig - BSG Stahl Brandenburg - BSG Motor Suhl (TV) – Titelverteidiger | - Bezirk Rostock BSG Motor Stralsund - Bezirk Schwerin BSG Hydraulik Parchim - Bezirk Neubrandenburg BSG Lok/Armaturen Prenzlau - Bezirk Potsdam BSG electronic Neuruppin - Ost-Berlin SG Hohenschönhausen | - Bezirk Frankfurt (Oder) BSG Stahl Eisenhüttenstadt - Bezirk Magdeburg BSG Einheit Burg - Bezirk Halle Hallescher FC Chemie - Bezirk Leipzig BSG Aktivist Espenhain - Bezirk Cottbus BSG Aktivist Schwarze Pumpe | - Bezirk Dresden BSG Robur Zittau - Bezirk Karl-Marx-Stadt BSG Sachsenring Zwickau - Bezirk Erfurt BSG Motor Gotha - Bezirk Gera BSG Wismut Gera - Bezirk Suhl BSG Kali Werra Tiefenort |

## Modus
Der Pokalwettbewerb wurde von der 1. Hauptrunde bis zum Finale im K.-o.-System durchgeführt und jeweils nach möglichst territorialen Gesichtspunkten ausgelost. In den ersten beiden Runden wurden die Mannschaften der Juniorenoberliga auswärts angesetzt. Das Finale wurde auf neutralem Platz ausgetragen.

## 1. Hauptrunde
| Datum                    |                             | Ergebnis              |                          |
| ------------------------ | --------------------------- | --------------------- | ------------------------ |
| Mi .24. April, 17:00 Uhr | BSG Hydraulik Parchim       | 0:4                   | Berliner FC Dynamo       |
| Mi .24. April, 17:00 Uhr | BSG Aktivist Schwarze Pumpe | 1:0                   | BSG Stahl Riesa          |
| Mi .24. April, 17:00 Uhr | BSG Robur Zittau            | 0:3                   | FC Karl-Marx-Stadt       |
| Mi .24. April, 17:00 Uhr | BSG Motor Stralsund         | 2:3                   | BSG Stahl Brandenburg    |
| Mi .24. April, 17:00 Uhr | BSG Stahl Eisenhüttenstadt  | 0:1                   | SG Dynamo Dresden        |
| Mi .24. April, 17:00 Uhr | BSG Wismut Gera             | 2:2 n. V. (2:4 i. E.) | BSG Wismut Aue           |
| Mi .24. April, 17:00 Uhr | Hallescher FC Chemie        | 2:1                   | BSG Chemie Leipzig       |
| Mi .24. April, 17:00 Uhr | BSG Sachsenring Zwickau     | 3:2                   | BSG Motor Suhl           |
| Mi .24. April, 17:00 Uhr | BSG Aktivist Espenhain      | 0:5                   | FC Rot-Weiß Erfurt       |
| Mi .24. April, 17:00 Uhr | BSG Einheit Burg            | 0:4                   | 1. FC Lokomotive Leipzig |
| Mi .24. April, 17:00 Uhr | BSG electronic Neuruppin    | 3:7 n. V.             | SG Hohenschönhausen      |
| Mi .24. April, 17:00 Uhr | BSG Lok/Armaturen Prenzlau  | 1:3                   | FC Vorwärts Frankfurt/O. |
| Mi .24. April, 17:00 Uhr | BSG Motor Gotha             | 4:2                   | BSG Kali Werra Tiefenort |

Durch ein Freilos zogen der 1. FC Magdeburg, der FC Carl Zeiss Jena und der F.C. Hansa Rostock direkt in die 2. Hauptrunde ein.

## 2. Hauptrunde
| Datum                 |                             | Ergebnis |                          |
| --------------------- | --------------------------- | -------- | ------------------------ |
| So 19. Mai, 14:00 Uhr | SG Dynamo Dresden           | 3:0      | BSG Wismut Aue           |
| So 19. Mai, 14:00 Uhr | SG Hohenschönhausen         | 0:3      | F.C. Hansa Rostock       |
| So 19. Mai, 14:00 Uhr | Berliner FC Dynamo          | 5:0      | FC Vorwärts Frankfurt/O. |
| So 19. Mai, 14:00 Uhr | BSG Stahl Brandenburg       | 1:2      | 1. FC Magdeburg          |
| So 19. Mai, 14:00 Uhr | BSG Sachsenring Zwickau     | 0:8      | FC Carl Zeiss Jena       |
| So 19. Mai, 12:30 Uhr | Hallescher FC Chemie        | 4:0      | FC Rot-Weiß Erfurt       |
| So 19. Mai, 14:00 Uhr | BSG Motor Gotha             | 0:9      | 1. FC Lokomotive Leipzig |
| So 19. Mai, 12:30 Uhr | BSG Aktivist Schwarze Pumpe | 2:1      | FC Karl-Marx-Stadt       |

## Viertelfinale
| Datum                 |                          | Ergebnis |                             |
| --------------------- | ------------------------ | -------- | --------------------------- |
| Mi 29. Mai, 17:00 Uhr | F.C. Hansa Rostock       | 1:0      | Berliner FC Dynamo          |
| Mi 29. Mai, 17:00 Uhr | SG Dynamo Dresden        | 5:0      | BSG Aktivist Schwarze Pumpe |
| Mi 29. Mai, 17:00 Uhr | 1. FC Magdeburg          | 2:0      | Hallescher FC Chemie        |
| Mi 29. Mai, 17:00 Uhr | 1. FC Lokomotive Leipzig | 2:1      | FC Carl Zeiss Jena          |

## Halbfinale
Die Partien fanden in der Planitzer Südkampfbahn und im Philipp-Müller-Stadion von Grabow statt.
| Datum                  |                   | Ergebnis  |                          |
| ---------------------- | ----------------- | --------- | ------------------------ |
| Do 06. Juni, 17:00 Uhr | 1. FC Magdeburg   | 1:0       | F.C. Hansa Rostock       |
| Do 06. Juni, 17:00 Uhr | SG Dynamo Dresden | 3:1 n. V. | 1. FC Lokomotive Leipzig |

## Finale
| Paarung           | 1. FC Magdeburg – SG Dynamo Dresden |
| Ergebnis          | 0:2 (0:1) |
| Datum             | Sonntag, 9. Juni 1985 um 14.30 Uhr |
| Stadion           | Geschwister-Scholl-Stadion, Klötze |
| Zuschauer         | 1800 |
| Schiedsrichter    | Norbert Haupt (Ost-Berlin) |
| Tore              | 0:1 Sammer (32.) 0:2 Sammer (79.) |
| 1. FC Magdeburg   | Dirk-Uwe Lormis – Jens Landrath – Torsten Fröhling, Heiko Bergmann , Frank Weis – Ulf Kagelmann, Matthias Wietzki, Stefan Minkwitz – Markus Hoffmann, Karsten Stein (46. Dirk Morenz), Marko Farwick (72. Jens Niemeyer) Cheftrainer: Ernst Kümmel |
| SG Dynamo Dresden | Steffen Vogler – Karsten Neitzel – Ralf Sack, Thomas Ritter, Thomas Deuse – Jörg Prasse, Steffen Hammermüller, Matthias Fischer – Jens Protzner (87. Maik Franke), Matthias Sammer, Ralph Vogel Cheftrainer: Eduard Geyer / Wolfgang Gärtner       |